# اندیس کلاته بام
کلاته بام یک اندیس فلزی است که در حوالی شهر مشکان استان خراسان قرار دارد و مادهٔ معدنی موجود در آن، مس است.سنگ میزبان این اندیس لاتیت آندزیت است  در این اندیس، پاراژنز‌های کوارتز یافت می‌شوند.